# Hout (Geldrop)
Hout, in de Nederlandse provincie Noord-Brabant, was een van de zes gehuchten  van de voormalige gemeente Zesgehuchten. Het is nu een deel van Geldrop. 
Hout ligt aan de grote weg van Geldrop naar Heeze en lag dichter bij Geldrop dan bij de kern van Zesgehuchten. De scheiding werd nog versterkt door de aanleg van de spoorlijn Eindhoven - Weert. Er staan nog enkele oude boerderijen in Hout, maar omdat het aan het spoor ligt en door een drukke weg doorsneden wordt mist het de uitstraling van het enkele kilometers westelijk gelegen Riel. De woonwijk die in de jaren 1960 tussen Geldrop en Hout werd aangelegd kreeg niet de naam Hout maar Akert. Aan een in het begin van de twintigste eeuw bestaande, maar inmiddels verdwenen brug over de Kleine Dommel herinnert de naam Houterbrugweg. 

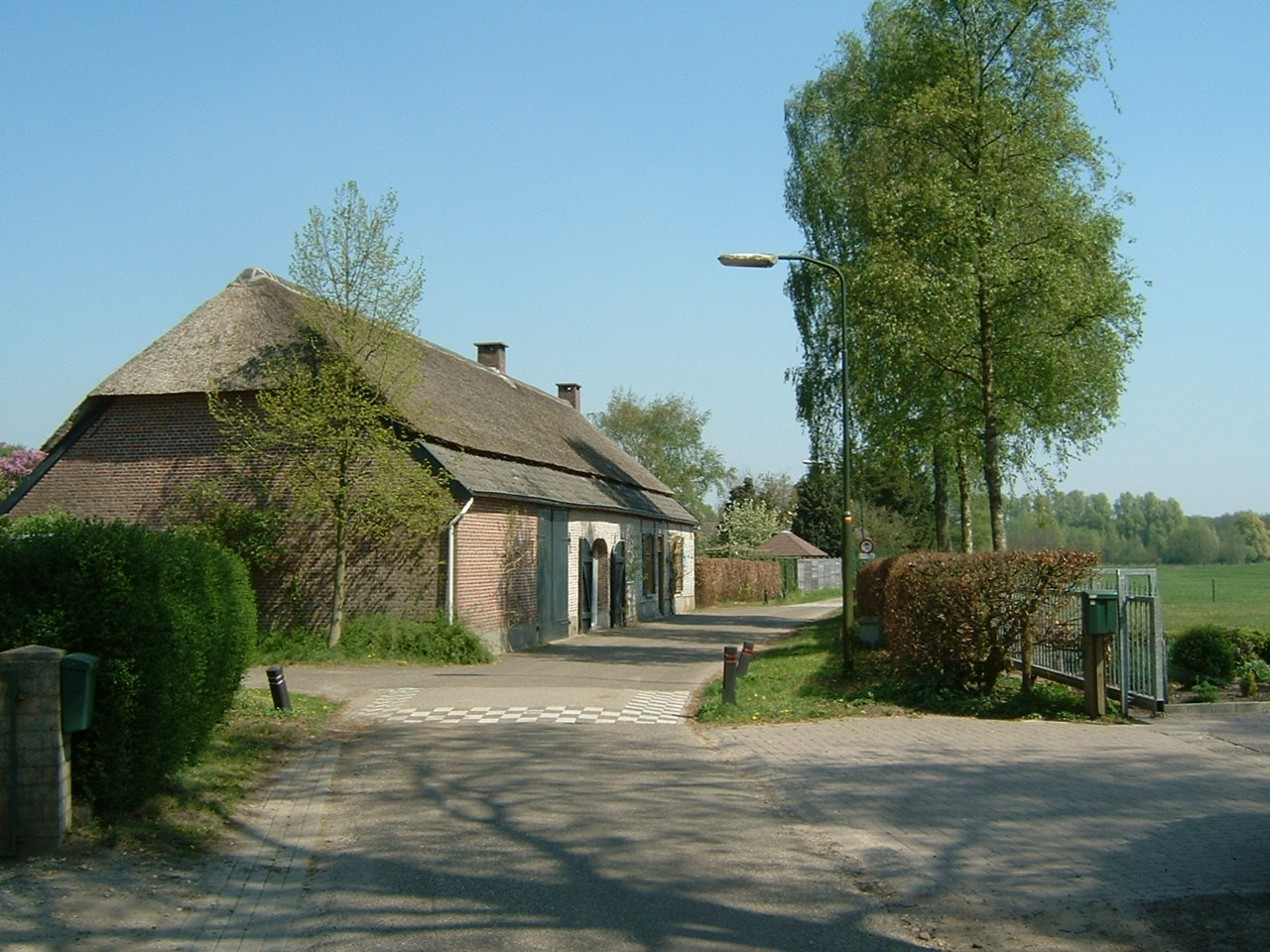
Boerderij in Hout

Dorpen: Geldrop · Hoog Geldrop · Mierlo 

Buurtschappen: Bekelaar · 't Broek · De Loo · Genoenhuis · Goor . Gijzenrooi · Heiderschoor · Hout · Hulst · Loeswijk · Luchen · Overakker · Trimpert · Voortje

Wijken van Geldrop: Akert · Braakhuizen-Noord · Braakhuizen-Zuid · Centrum · Coevering · Gijzenrooi · Skandia 

Noord-Brabant: Steden en dorpen      Nederland: Provincies · Gemeenten